# 9511 Klingsor
A 9511 Klingsor (ideiglenes jelöléssel 5051 T-3) a Naprendszer kisbolygóövében található aszteroida. Cornelis Johannes van Houten, Ingrid van Houten-Groeneveld és Tom Gehrels fedezte fel 1977. október 16-án.